# Jörg Brückner (Drehbuchautor)
Jörg Brückner (* 1958 in Berlin) ist ein deutscher Drehbuchautor.

## Leben
Nach Abschluss des Studiums der Gesellschafts- und Wirtschaftskommunikation an der Universität der Künste, Berlin (Diplom), arbeitete er in verschiedenen PR-Agenturen in Stuttgart und Berlin. Über die Tätigkeit als Synchronautor (Deutsche Synchron) kam er zum Drehbuchschreiben. Ab 1993 leitete er als Autor für Grundy UFA die Abnabelung der Daily Soap Gute Zeiten, schlechte Zeiten (GZSZ) vom australischen Original The Restless Years ein. Als Chefautor betreute er die laufenden Projekte sowie verschiedene Neuentwicklungen (Unter uns,  Alle zusammen,  Hinter Gittern). Seit 1997 ist er freier Drehbuchautor. 2005 waren sowohl Unter uns als auch Bianca – Wege zum Glück in der Kategorie „Beste tägliche Serie“ für den Deutschen Fernsehpreis nominiert. 2006 entwickelte er zusammen mit seiner Schwester Heike Brückner von Grumbkow das Konzept der ursprünglich als Telenovela geplanten täglichen Serie Rote Rosen für Multimedia Niedersachsen. Als Headautoren bauten sie zusammen das Story- und Script-Department auf. 2019 wurde die 3000. Folge ausgestrahlt. In derselben Konstellation entstand die Serie Blutige Anfänger, die ab Januar 2020 im ZDF ausgestrahlt wird.
2015 entstand in Zusammenarbeit mit   Gerhard Spörl der Film „Der gute Göring“, ein filmisches Doppelporträt der ungleichen Brüder  Albert und Hermann Göring.
Von 1997 bis 2003 wirkte er als Dozent an der Universität der Künste Berlin. Jörg Brückner lebt in Berlin.

## Filmografie (Auswahl)
- 1993: Gute Zeiten, schlechte Zeiten (Konzept, Daily, RTL, Grundy UFA)
- 1994:	Unter uns (Konzept, Bücher, Teamaufbau, Daily, RTL, Grundy UFA)
- 1996:	Alle zusammen – jeder für sich* (Konzept, Daily, RTL 2, Grundy UFA)
- 1997: Hinter Gittern – Der Frauenknast* (Konzept, Bücher, Teamaufbau, Serie, RTL, Grundy UFA)
- 1997: alphateam – Die Lebensretter im OP (Serie, SAT.1, Multimedia)
- 1998: First Love – Die große Liebe (Reihe, ZDF, UFA)
- 1999/2014: SOKO 5113* (Serie, ZDF, UFA)
- 1999: Unser Charly (Serie, ZDF, Phoenix)
- 1999: Die Rote Meile* (Konzept, Bücher, Serie, SAT.1, Bavaria)
- 2002: Edel & Starck (Serie, SAT.1, Phoenix)
- 2004: Bianca – Wege zum Glück** (Konzept, Serie, ZDF, Grundy UFA)
- 2004: „Der Elefant – Mord verjährt nie“ (Serie, SAT.1, Pro)
- 2005: In aller Freundschaft (Serie, ARD, Saxonia)
- 2006: „Drei Engel auf der Chefetage“** (Spielfilm, SAT.1, Dreamtool)
- 2006: Rote Rosen* (Konzept, Bücher, Teamaufbau, Serie, ARD, Studio Hamburg Serienwerft)
- 2007: Geld.Macht.Liebe* (Konzept, Bücher, Serie, ARD, Tivoli Film)
- seit 2010: Notruf Hafenkante* (Serie, ZDF, Studio Hamburg)
- 2016: Der gute Göring*** (Spielfilm, ARD, Vincent TV)
- 2020: Blutige Anfänger* (Serie, ZDF, Studio TV)
- 2020: Sechs auf einen Streich – Das Märchen vom goldenen Taler (Fernsehreihe)

* mit Heike Brückner von Grumbkow, ** mit Karen Beyer, *** mit Dr. Gerhard Spörl